# Искине (нефтяное месторождение)
Искине (также Ескин, Ескине) — нефтяное месторождение, расположенное в Атырауской области Казахстана, в 60 км к северо-востоку от города Атырау. Месторождение открыто в 1932 году. Разведочные работы проводились и 1932—1952 годах, с 1934 года начата добыча нефти. 
Месторождение приурочено к черырехкрылой солянокупольной структуре. Нефтеносность связана с отложениями мела, юры и пермотриаса.
В продуктивной толще выделено три нефтяных горизонта: аптский (глубина 146—576 м), неокомский (160 м) и пермотриасовый (255—517 м). Нефтенасыщенная толщина 3,94—21,6 м. Открытая пористость коллекторов 23—30%, проницаемость 0,052—0,423. Начальные дебиты нефти 1,4—296,3 м³/сутки. Плотность нефти 0,793—0,924 г/см³. Нефти малосернистые (0,06—0,36%) и малопарафинистые (0,4—1,01%). Состав попутного газа: метан (59,6—75,6%), этан (6,7—13,6%) и др. Пластовые воды хлоркальциевого типа с минерализацией 234,6—320,1 г/л.